# Symplocos obtusa
Symplocos obtusa är en tvåhjärtbladig växtart som beskrevs av Nathaniel Wallich. Symplocos obtusa ingår i släktet Symplocos och familjen Symplocaceae.

## Underarter
Arten delas in i följande underarter:
- S. o. cucullata
- S. o. pedicellata